# 多四季论
《多四季论：揭开大自然深层王国的奥秘》是湖北工程师董妙先的一部著作，曾被新华社、《光明日报》、《科技日报》等50多家报刊广泛报道。作者自称其理论是遵循如下“科学事实”：天体做多层次的周期性的运转；气候呈多层次地冷暖周期性地变化，冷暖之间有过渡期；生物周期性大灭绝。他还据此推出：地球上曾经经历过许多次生物由低级向高级周期性地循环进化过程，生物圈周期性地从一个星球转移到另一个星球，又周期性地回归，人类进化的过程也经历多次。书中还引用天文（甚至所谓的“外星人”）、地理等材料作为“证据”。此书被一些学者批为伪科学。